# Microprose Soccer
Microprose Soccer (Keith Van Eron's Pro Soccer negli Stati Uniti, Microprose Pro Soccer in alcune schermate) è un videogioco di simulazione calcistica con visuale dall'alto, pubblicato da Microprose nel 1988-1989 per i computer Amiga, Amstrad CPC, Atari ST, Commodore 64, MS-DOS e ZX Spectrum. Il gioco è stato sviluppato da Sensible Software, che in seguito a questa esperienza ha prodotto la serie Sensible Soccer. 

## Modalità di gioco
Come in altri videogiochi calcistici, è possibile disputare amichevoli (anche contro un giocatore umano), un torneo o un campionato. Si possono giocare sia incontri classici 11 contro 11 (versione "outdoor") o partite di calcetto 6 contro 6 (versione "indoor" all'americana). Il campo di gioco è mostrato dall'alto, orientato in verticale, con scorrimento in tutte le direzioni in modalità outdoor e scorrimento solo verticale in modalità indoor.
Il metodo di controllo prevede un solo tasto: con una pressione breve del pulsante si ottiene un passaggio, con una più lunga un tiro. Tenendo premuto una direzione diagonale durante il tiro, si può imprimere ad esso un effetto di traiettoria curva: questa caratteristica sarà ripresa da Kick Off.